# ショウフウミドリ
ショウフウミドリ（1966年4月16日 - ?）は、日本中央競馬会に所属していた競走馬・種牡馬。同期はスピーデーワンダー・パッシングゴール。
馬齢は2000年まで使用されていた旧表記（数え年）を用いる。

## 経歴
父・ヴィミーは1952年に生まれたワイルドリスク系のフランス産馬で、1955年にイギリス調教馬以外で初めてキングジョージ6世&クイーンエリザベスステークスを制覇。現役時は6戦4勝で、1956年からはアイルランドで種牡馬として供用され、1961年の愛セントレジャー馬・ヴィマディーや、1963年のエクリプスステークス馬・カルキスなどを送り出した。1964年に日本に輸入され、1965年から種牡馬生活を開始。キングジョージの勝ち馬が日本で種牡馬入りしたのは、1961年に輸入されたモンタヴァル以来2頭目であった。そのモンタヴァルが活躍馬を出しながらもこの1965年に早世したため、その分だけヴィミーに対する注目度が高まる。初年度は57頭、2年目の1966年は67頭、3年目の1967年も67頭、4年目の1968年は63頭の繁殖牝馬を集めた。日本における初年度産駒がこの1968年にデビューしており、その中の一頭にショウフウミドリがいる。ブルードメアサイアーのトサミドリは1949年の二冠馬で、現役時は菊花賞を含む11連勝にレコード勝ち10回を含む31戦21勝。プリメロ系の種牡馬としても数多くの活躍馬を輩出し、タマミ・ダテテンリュウ・タカエノカオリ・カシュウチカラ・オヤマテスコのブルードメアサイアーとしても名を残した。

### 戦績
1969年（4歳）1月5日の京都の新馬戦でデビューし、武田文吾厩舎の主戦・栗田勝を鞍上に8着。2戦目の折り返しの新馬戦からは松本善登にバトンタッチし、松本が引退レースまで乗り続けた。3戦目の未出未勝で不良馬場ながら初勝利を挙げると、昇級初戦のアネモネ賞（100万下）は九州産馬・キングスピードの4着、昇級2戦目に勝ち上がった。その後は勝ち切れないレースが続くも、2着→3着→5着→3着と掲示板を確保。1970年（5歳）は1月の小倉の別府特別（400万下）とオープンを共に1番人気で連勝するが、その後も再び勝ち切れないが安定したレースを続ける。12月の阪神の由良特別（500万下）を勝つと、年が明けて1971年（6歳）1月の京都の洛南特別（600万下）も勝ち、年またぎで2連勝。この年も堅実に掲示板に入るレースを続けていくが、最終戦となった10月の京都の嵐山特別（600万下）でキームスビィミーの2着に入り、ヴィミー産駒のワンツーフィニッシュとなった。1972年（7歳）は1月の京都の迎春賞（700万下）を2着とした後、八坂特別（600万下）、洛陽特別（700万下）、うずしお特別（900万下）と突如3連勝。山陽特別（900万下）2着の後、マイラーズカップで重賞に初めて挑戦し、デビュー戦以来となる着外の6着に敗退。自己条件に戻ったエメラルドステークス（900万下）を1番人気に応えて快勝し、2度目の重賞挑戦となる第13回宝塚記念に出走。ファン投票1位のアカネテンリュウが引退で7頭立てとなったものの、ベルワイド・メジロアサマの春秋天皇賞馬対決となり、この2頭が人気を分け合った。ショウフウミドリは条件馬ながらファン投票で14位に入り、当日もこの2頭に次ぐ3番人気に支持された。曇天の不良馬場で行われたレースはゴール前が大激戦となるが、前年のビクトリアカップ馬・タイヨウコトブキを1/2馬身差抑えて優勝。条件戦やオープン戦を地道に好走してきたショウフウミドリにとって唯一の重賞勝ちとなり、ベルワイドは5着、メジロアサマは6着に敗れた。準オープン馬ながら降雨と見て前日の自己条件からこちらに回った陣営の読みが見事的中した形となり、口取りでは実父・文吾の代理として息子で騎手の武田博が手綱を取った。博は宝塚記念の2レース前に騎乗して勝利しており、現役騎手のスーツ姿での口取りとなった。半年の休養後、11月の京都のオープンで復帰。12月の阪神大賞典ではヤマニンウエーブの2番人気に支持されたが、得意の不良馬場であったものの、ハマノパレードの4着に敗れて引退。

### 引退後
引退後の1973年からは種牡馬となったが、晩年は高知県で供用され、生涯で残した15頭の産駒から活躍馬は出なかった。繁殖入りした牝馬もおらず、1978年引退。

## 競走成績
- 1969年（9戦2勝）
  - 2着 - 由良特別
  - 3着 - 中距離特別、西海賞
- 1970年（7戦3勝）
  - 1着 - 別府特別、由良特別
  - 2着 - 豊前特別
  - 3着 - 西日本新聞杯、桜島特別
- 1971年（9戦2勝）
  - 1着 - 洛南特別、仲秋特別
  - 2着 - 北大路特別、山陽特別、西日本新聞杯、嵐山特別
  - 3着 - 上賀茂特別、水無月ハンデキャップ
- 1972年（10戦5勝）
  - 1着 - 宝塚記念、八坂特別、洛陽特別、うずしお特別、エメラルドステークス
  - 2着 - 迎春賞、山陽特別

※太字はGI級レース。

## 血統表
| ショウフウミドリの血統  | ショウフウミドリの血統     | ショウフウミドリの血統 | （血統表の出典）     | （血統表の出典） |
| 父系                    | セントサイモン系           | セントサイモン系       | セントサイモン系     | [ § 2 ]          |
| 父 ヴィミー 黒鹿毛 1952 | 父の父Wild Risk 鹿毛 1940  | Rialto                 | Rabelais             | Rabelais         |
| 父 ヴィミー 黒鹿毛 1952 | 父の父Wild Risk 鹿毛 1940  | Rialto                 | La Grelee            |                  |
| 父 ヴィミー 黒鹿毛 1952 | 父の父Wild Risk 鹿毛 1940  | Wild Violet            | Blandford            | Blandford        |
| 父 ヴィミー 黒鹿毛 1952 | 父の父Wild Risk 鹿毛 1940  | Wild Violet            | Wood Violet          |                  |
| 父 ヴィミー 黒鹿毛 1952 | 父の母Mimi 鹿毛 1943       | Black Devil            | Sir Gallahad         | Sir Gallahad     |
| 父 ヴィミー 黒鹿毛 1952 | 父の母Mimi 鹿毛 1943       | Black Devil            | La Palina            |                  |
| 父 ヴィミー 黒鹿毛 1952 | 父の母Mimi 鹿毛 1943       | Mignon                 | Epinard              | Epinard          |
| 父 ヴィミー 黒鹿毛 1952 | 父の母Mimi 鹿毛 1943       | Mignon                 | Mammee               |                  |
| 母 キミミドリ 栗毛 1960 | 母の父トサミドリ 鹿毛 1946 | *プリメロ              | Blandford            | Blandford        |
| 母 キミミドリ 栗毛 1960 | 母の父トサミドリ 鹿毛 1946 | *プリメロ              | Athasi               |                  |
| 母 キミミドリ 栗毛 1960 | 母の父トサミドリ 鹿毛 1946 | *フリッパンシー        | Flamboyant           | Flamboyant       |
| 母 キミミドリ 栗毛 1960 | 母の父トサミドリ 鹿毛 1946 | *フリッパンシー        | Slip                 |                  |
| 母 キミミドリ 栗毛 1960 | 母の母キミオー 鹿毛 1953   | シーマー               | *セフト              | *セフト          |
| 母 キミミドリ 栗毛 1960 | 母の母キミオー 鹿毛 1953   | シーマー               | 秀調                 |                  |
| 母 キミミドリ 栗毛 1960 | 母の母キミオー 鹿毛 1953   | レイザン               | 第拾シアンモア       | 第拾シアンモア   |
| 母 キミミドリ 栗毛 1960 | 母の母キミオー 鹿毛 1953   | レイザン               | 白玲                 |                  |
| 母系(F-No.)             | (FN:4-g)                   | (FN:4-g)               | (FN:4-g)             | [ § 3 ]          |
| 5代内の近親交配         | Blandford 4x4=12.50%       | Blandford 4x4=12.50%   | Blandford 4x4=12.50% | [ § 4 ]          |
| 出典                    | 1. 2. 3. 4.                | 1. 2. 3. 4.            | 1. 2. 3. 4.          | 1. 2. 3. 4.      |